# Biozona MN 4
En bioestratigrafia, la biozona MN 4 és una de les setze biozones de mamífers del Neogen utilitzades per caracteritzar els mamífers fòssils que formaven part de la fauna del Neogen a Europa. És precedida per la biozona MN 3 i seguida de la biozona MN 5; juntes, aquestes tres biozones formen l'edat Orleaniana del Miocè mitjà. Aquesta biozona s'inicia amb la cronozona de polaritat magnètica C5Dr, fa 18 milions d'anys, i finalitza amb el cron C5Cr, fa 17 milions d'anys, encara que s'han proposat correlacions diferents.
La localitat de referència utilitzada per correlacionar les faunes amb aquesta biozona és L'Arromiu, al sud-oest de França; 
altres localitats són Artesilla i Bunyol a Espanya, Tägernaustrasse a Suïssa, Erkertshofen 2 i Petersbuch 2 a Alemanya, Belchatov C a Polònia, i Aliveri a Grècia.
Durant aquesta època, arriba a Europa, provinent d'Àsia, Democricetodon, un muroïdeu, seguit poc després per tres altres muroïdeus: Megacricetodon, Eumyarion, i Anomalomys. Cricetodon, que també arriba posteriorment a l'oest d'Europa, només es troba present durant aquesta època a Grècia. L'arcaic muroïdeu Melissiodon i Ligerimys, un membre extint de la família Eomyidae, apareixen per última vegada durant aquesta època. Els lirons del gènere Glirulus, trobats en antics dipòsits a Turquia, apareixen en aquesta època a Europa per primer cop; aquest gènere conté una única espècie vivent, la rata dormidora japonesa (Glirulus japonicus).
Els gèneres de proboscidis, que pertanyen al grup que inclou als elefants, Archaeobelodon i Prodeinotherium van arribar per primer cop a Europa. El rinoceront Diaceratherium hi apareix per últim cop, mentre que altres 5 gèneres de rinoceront, Plesiaceratherium, Brachypotherium, Lartetotherium, Gaindatherium, i Hispanotherium, fan la seva primera aparició. Phyllotillon, un membre relacionat amb la família extinta Chalicotheriidae, va emigrar cap a Europa durant aquesta edat. Diversos artiodàctils, com Bunolistriodon (un porc), Dorcatherium (un tragúlid), Lagomeryx (semblant a un cérvol), Amphimoschus (semblant a un bòvid), i Eotragus (el primer autèntic bòvid), van aparèixer per primer cop durant aquesta època. L'última aparició del primitiu Amphitragulus (un remugant), també va tenir lloc durant aquesta biozona. El creodont Hyainailouros, emigrant des d'Àfrica, també va viure a Europa durant la biozona MN 4. Entre els carnívors, la primera aparició del mustèlid Leptoplesictis i del Prosansanosmilus de dents de sabre, cau en aquesta època.